# Karen Hanlen
Karen Hanlen (nascida em 28 de março de 1980) é uma ciclista neozelandesa que compete no ciclismo de montanha. Representou Nova Zelândia nos Jogos Olímpicos de Verão de 2012, terminando na décima oitava posição.